# أوتو هينريتش إينوك بيكر
أوتو هينريتش إينوك بيكر (بالألمانية: Otto Becker)‏ هو طبيب عيون ألماني، ولد في 3 مايو 1828 في راتسهبورغ في ألمانيا، وتوفي في 7 فبراير 1890 في هايدلبرغ في ألمانيا.